# Озеро Атамана
О́зеро Атама́на — пресноводное озеро на севере Красноярского края России, располагается на востоке полуострова Таймыр, на Северо-Сибирской низменности, в полосе предгорных и прибрежных арктических тундр. Находится в междуречье рек Вездеходная и Северная, к северо-западу от Бухты Прончищевой.
Озеро имеет близкую к овальной форму, на западе в акваторию вдаётся крупный мыс. Высота над уровнем моря — 19 м. Площадь озера — 17 км². Водосборная площадь — 54,8 км². Длина озера с северо-запада на юго-восток — около 6,5 км, ширина достигает 3,5 км.
Протокой соединено с менее крупным озером Среднее на востоке. На северо-западе вытекает другая протока, соединяющая озеро с рекой Гусиха, притоком Вездеходной (бассейн моря Лаптевых). К юго-востоку находится ещё одно крупное озеро — озеро Картографов. Берега низкие, местами заболоченные или обрывистые, покрытые тундровой растительностью.